# Francisco Alfonso (escritor)
Francisco Alfonso fue un escritor místico español.

## Biografía
Nació en Malpartida de Plasencia en el siglo XVII. Entró al servicio de la Compañía de Jesús, donde figuró, según Díaz y Pérez, «mucho por su capacidad y vastos conocimientos». Fue catedrático de Teología en la Universidad de Alcalá y autor, al parecer, de varias obras.
Se desconocen su lugar y fecha de fallecimiento.